# The Golf Club of Dallas
The Golf Club of Dallas is een golfclub in de Verenigde Staten. De club werd opgericht in 1953 als de Oak Cliff Country Club en bevindt zich in Dallas, Texas. De club beschikt over een 18-holes golfbaan en werd ontworpen door de golfbaanarchitect Perry Maxwell.

## Golftoernooien
- Dallas Open Invitational: 1958-1962, 1964, 1966 & 1967